# نینی گوردینی چروی
نینی گوردینی چروی (ایتالیایی: Niní Gordini Cervi؛ ۱۵ اوت ۱۹۰۷ – ۲۷ مارس ۱۹۸۸) بازیگر اهل ایتالیا بود.
از جمله فیلم‌های او می‌توان به ما هفت خواهر بودیم و فرشته سپید اشاره کرد.